# Telegatto
O Grande Prêmio Internacional de Entretenimento, também conhecido como Telegatto (nome do troféu que consiste em uma estatueta representando um gato, concedido a seus vencedores), é uma competição promovida e organizada pela revista semanal TV Sorrisi e Canzoni, que premeia personalidades do mundo do entretenimento, seja no esporte, na web ou na política.
Concebido em 1971 como um prémio dirigido a personalidades e programas de televisão, a partir de 1984 passou a ser transmitido com sucesso e paralelamente nas redes Mediaset, até ser suspenso em 2008.
Em 2022 foi restaurado à sua forma original.

## O Prêmio
Todos os anos, os leitores da TV Sorrisi e Canzoni são convidados a escolher os melhores programas e personagens da temporada televisiva anterior, divididos em categorias. Os vencedores são premiados com a estatueta Telegatto.
A ideia de usar um gato para premiar as personalidades e as produções televisivas partiu dos designers gráficos da própria revista, ainda nos anos de 1970, que identificaram o gato como um animal de estimação por excelência, o mais doméstico e presencial dentro de uma residência como o próprio aparelho de televisão.
A estatueta de 15 centímetros de altura (mais sete centímetros de pedestal) e pesando 1,8 kg, é feita de bronze e banhada a ouro. O modelo platina foi concedido apenas em ocasiões específicas e em reconhecimento à excelentes carreiras. A partir de 1986, foi concedido um Telegatto a cada assinante sorteado da revista TV Sorrisi e Canzoni, representando todos os que haviam votado.

## 1ª Fase: radiofônica (1971-1983)
Nascido em 1971 por intermédio dos curadores Rosanna Mani e Giovanni Bruni, o prêmio era apresentado nas rádios por Daniele Piombi e entregue por um porta-voz da TV Sorrisi e Canzoni na casa ou escritório do artista, que estampava a capa e a matéria encarregada da cobertura da premiação. Anos mais tarde, algumas apresentações ocorreram em estúdio fechado.
Dentre os principais vencedores dessa época destacam-se Gino Bramieri em 1973, Raffaella Carrà em 1974, Sandra Mondaini e Mia Martini em 1975, Paul Newman em 1976, Barbra Streisand em 1977, John Travolta em 1978, Elton John em 1979, Henry Winkler em 1980, Genesis e Rod Stewart em 1981, Sophie Marceau, Joan Collins, Toto e The Police em 1982, Richard Chamberlain, Michael Jackson e Mike Oldfield em 1983.
Mesmo com dúvidas sobre a imparcialidade da revista em favor das transmissões da Mediaset, exposta pela Mondadori desde a década de 1980, ao longo dos anos o evento foi obtendo crescente sucesso de público e crítica, a ponto de estabelecer-se como um evento tradicional do país.

## 2ª Fase: televisiva (1984-2008)
A partir de 1984 a cerimônia passa a ser realizada em noite de gala, todo início de maio, transmitida ao vivo com o nome Gran Premio Galà della TV, no Canal 5, em resposta ao já existente Premio regia televisiva (Prémio de Direção Televisiva) da Rai 1, o mais antigo canal de TV italiano.
A premiação, precedida por um tapete vermelho por onde entravam os indicados do ano anterior e diversas celebridades do cenário artístico mundial, alternava-se com imagens em telão que caracterizavam o que havia de destaque no ano anterior, tendo como pano de fundo o tema Sorrisi is Magic, inicialmente um jingle de divulgação da revista que ganhou letra composta pelo duo La Bionda e interpretada por Luca Jurman.
As primeiras edições ocorreram no Teatro Manzoni e o estadunidense Mike Bongiorno se estabeleceu como apresentador oficial até 1991, quando entregou o posto à Corrado Mantoni. A partir de 1987 as cerimônias passam a ocorrer no Teatro Nazionale e, em 2004, no Mazda Palace, conhecido como PalaSharp, sendo a partir daí transferidas para abril.
A 1ª edição do Telegatto trouxe os cantores Franco Battiato, Alice e Gino Paoli, os atores Franco Franchi e Ciccio Ingrassia e os protagonistas da série Dallas: Larry Hagman e Linda Gray como os destaques da noite. O cantor Michael Jackson recebeu em casa o prêmio da edição anterior, concedido por Shirley Brooks, então gerente de publicidade da CBS Records. Michael retornaria ao palco do Telegatto em 1997, para a entrega do prêmio à Luciano Pavarotti e anunciar um show beneficente que fariam juntos.
A 2ª edição do Telegatto, realizada em 21 de maio de 1985, contou com a presença das atrizes Sônia Braga e Verónica Castro, que disputavam a estatueta na categoria de melhor novela em exibição daquele ano: Chega Mais (Samba d'amore) ou Os Ricos Também Choram, saindo como vencedora Chega Mais (Samba d'amore), sendo até hoje a única novela brasileira a conquistar o prêmio Telegatto.

Michael entrega à Pavarotti o Telegatto de 1997

Desde o seu surgimento e ao longo da década de 90, o Telegatto obteve transmissões memoráveis e de grande sucesso, que foi decrescendo a partir da década seguinte, cujos resultados repercutiram em audiência e visibilidade.
Após uma interrupção temporária em 2005, a edição de 2006 retornou mudando a tradição do Telegatto, onde passou não mais estar ligado apenas à televisão, mas também à música, ao cinema e ao esporte. Além disso, a partir dessa edição a cerimónia de entrega dos prémios passou a ser sediada em Roma, no Auditório da Conciliazione, transferindo-se para o mês de janeiro.
Em 2009, à mando de Silvio Berlusconi, a noite de apresentação foi suspensa e o evento deixou de ser organizado.
No dia 12 de março de 2018, por ocasião da coletiva de imprensa em torno do lançamento do livro sobre a história do Telegatto, uma década após a última edição, o diretor da TV Sorrisi e Canzoni, Aldo Vitali, levantou a hipótese do retorno do evento em Milão para o final do ano, a ser apresentado por Carlo Conti, mas a chegada da pandemia de COVID-19 na Europa fez com que o assunto não fosse mais retomado.

## 3ª Fase: digital (2022-atual)
O retorno da cerimônia de premiação foi oficializado em 2022, após um hiato de 14 anos, mas sem a noite de gala com convidados internacionais. O prêmio voltou com uma proposta de se adaptar à era digital do streaming e das redes sociais, sendo atribuído em várias épocas do ano e com uma conotação ecológica, passando a ser confeccionado de plástico reciclado e em três cores: azul, fúcsia e amarelo.
O primeiro a recebê-lo, na 16ª edição da TV Sorrisi e Canzoni, foi o cantor e compositor italiano Vasco Rossi. O grande destaque da premiação em 2023, ocorrida na noite de 07 de novembro, foi o roteirista e showrunner Antonio Ricci.
A nova versão de entrega dos prêmios, no entanto, despertou imediatamente críticas e descontentamento do público.